# КМФ Колубара
КМФ Колубара је српски клуб малог фудбала из Лазаревца. Клуб се тренутно такмичи у Првој футсал лиги Србије, првом рангу такмичења.

## Историја клуба
Клуб је основан 2007. године. Услед фузије са екипом КМФ Коњарника из Београда, Колубара већ у сезони 2008/09. игра у најелитнијем такмичењу у Србије и за јако кратко време постаје препозатљиво име на домаћој спортској сцени.
Исте сезоне 2008/09. Колубара постаје првак државе, остварујући уједно и највећи успех клуба. Наредне сезоне клуб учествује у Футсал купу (Лиги шампиона у футсалу), у којем није успео да прође групну фазу прелиминарне рунде.
Иако је најмлађи члан породице клубова под називом Колубара, тим малог фудбала је донео прву шампионску титулу у Лазаревац (прва титула у историји града у спортовима са лоптом).
Добри резултати су значајно допринели популаризацији овог спорта у Лазаревцу, а утакмице је директно преносила локална телевизија "Гем“.
У оквиру клуба налази се и школа фудбала која има више од две стотине деце различитих узраста, који су остварили значајне успехе на многим домаћим и међународним турнирима.

## Успеси
- Национално првенство - 1
  - Прва лига Србије:
    - Првак (1): 2008/09.

### Познати бивши играчи
- Зоран Ракићевић
- Владимир Ранисављевић
- Жељко Боројевић
- Игор Шошо
- Милан Живић
- Драгиша Тројановић
- Синиша Тројановић
- Дарко Тофоски
- Владимир Лазић
- Ненад Рокнић
- Рајко Марјановић
- Филип Перишић
- Предраг Ранковић
- Сашо Ђурасовић
- Борко Суруџић
- Никола Јосимовић
- Коста Марковић
- Иван Станојевић
- Борис Чизмар
- Немања Жеравица

### Познати бивши тренери
- Зоран Жигић
- Милош Алиловић
- Дејан Ђедовић